# 유리 하프

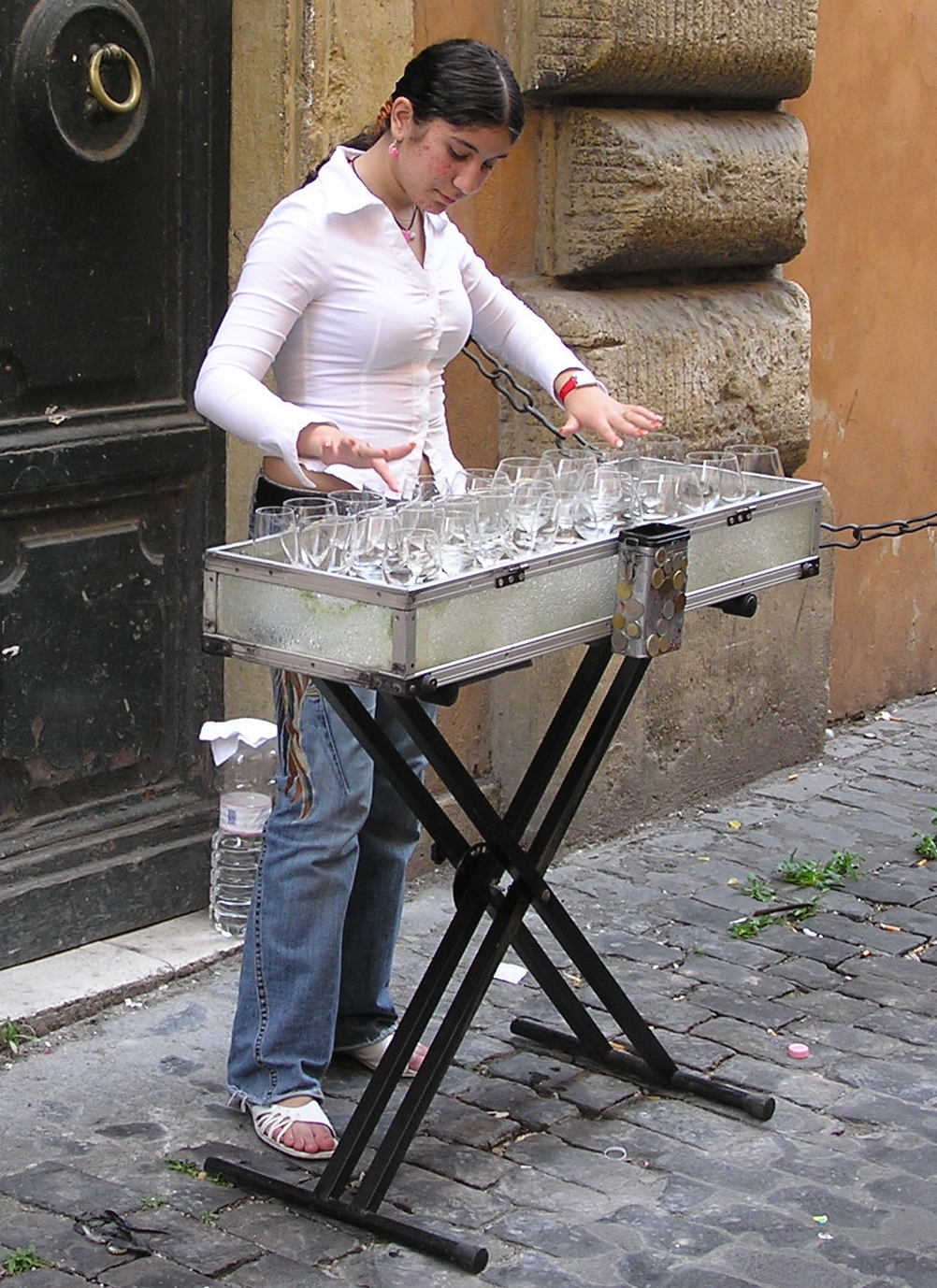

유리 하프(Glass Harp)는 유리잔에 물을 채워넣고 손가락에 컵 모서리를 대고 돌리면서 소리를 낸다. 유리 하모니카(Glass Harmonica)와 소리가 비슷한데, 유리 하프가 더 날카로운 마찰음이 난다. 소리가 매우 순수하다.

## 같이 보기
- 유리 하모니카